# 鷹勢優
鷹勢 優（たかせ ゆう 3月15日 - ）は、日本の漫画家。男性。

## 概要
1990年代中頃より、主に成人向け漫画を執筆し『PET.BOYS』（司書房）・『ラブキャラ大全』（オークラ出版）・『ひな缶』（茜新社）等、アンソロジーコミックを中心に活動。その後、『COMIC RIN』（茜新社）・『コミックメガストア』（コアマガジン）・『Comic舞姫無双』（ブレインハウス）等を経て、2013年より『Juicy』・『好色少年』（いずれも茜新社）で活動している。
また、デビュー当初から成人向け「ショタコン」アンソロジーコミック・同人誌を執筆し、2006年にはショタのみの単行本が発売されている。同人サークル「スタジオらっきょう」を主宰し、コミックマーケット等の同人誌即売会に参加している。

## 作品リスト

### 成人向け
1. 『晴れどきどきH日和』 2003年9月20日発売[2]、茜新社〈TENMA COMICS〉、ISBN 4-87182-606-6
2. 『ナ・イ・ショの自由帳』 2005年9月24日発売[3]、茜新社〈TENMA COMICS〉、ISBN 4-87182-790-9
3. 『オトコノコ活動報告書』 2006年9月25日発売[4]、茜新社〈TENMA COMICS〉、ISBN 4-87182-870-0
4. 『ぷちふぇちH』 2007年12月27日発売[5]、茜新社〈TENMA COMICS〉、ISBN 978-4-87182-961-8
5. 『ぶるまぁく』 2009年10月27日発売[6]、茜新社〈TENMACOMICS RIN〉、ISBN 978-4-86349-106-9
6. 『カゴノトリ』 2012年6月28日発売[7]、茜新社〈TENMACOMICS RIN〉、ISBN 978-4-86349-301-8
7. 『こねくと、ぷりーず♥』 2013年9月27日発売[8]、茜新社〈TENMA COMICS〉、ISBN 978-4-86349-387-2
8. 『ちゅーぼーですよっ♥』 2017年9月25日発売[9]、コアマガジン〈メガストアコミックス〉、ISBN 978-4-86653-088-8
9. 『ヒミツの少年団♡』 2018年1月27日発売[10]、茜新社〈TENMACOMICS 好色少年〉、ISBN 978-4-86349-684-2
10. 『オトコノコ♀（メス）はめパーティ♡』 2018年3月23日発売[11]、メディアックス〈MDコミックスNEO〉、ISBN 978-4-86674-511-4
11. 『オトコノコれしぴ』 2020年11月10日発売[12]、コアマガジン〈MEGASTORE WEB COMICS〉、電子書籍のみ

### 単行本未収録作品
- DENGEKI HIME（電撃姫）コミック別冊付録HIMEコミ（アスキー・メディアワークス）
  - わんこいんっ♥（2010年9月号 - 2011年11月号 1、3、5、7、8号に掲載）
- COMIC Mate L（一水社）
  - 玩具のアスリート（Vol.02 2015年4月号）[13]
- アンソロジーコミック
  - Games take me higher（PET.BOYS 02 1997年12月25日発行 司書房）
  - 魔法使いのつくりかた（PET.BOYS 03 1998年2月25日発行 司書房）
  - 夢（PET.BOYS（PET.BOYS 05 1998年6月25日発行 司書房）
  - ずっと／そばに／いるよ（PET.BOYS 06 1998年8月25日発行 司書房）
  - 御主人様のユーウツ（PET.BOYS 08 1998年12月25日発行 司書房）
  - ONCE A WEEK（PET.BOYS 10 1999年4月25日発行 司書房）
  - 奥さんはかっぽう着（少年達の秘めた夜 2004年11月 一水社）
  - under the rose（好色少年のススメ 10 2006年3月 茜新社）[14]
  - てんしたちのほうかご（好色少年のススメ12 2008年6月 茜新社）[14]
  - とらんすせくしゃる☆ついんず（少年愛の美学EX 2008年5月 松文館）[15]
  - まつりのあいだに…（少年愛の美学EX2 2009年5月 松文館）[15]
  - 遊具は正しくつかいましょう。（ぷにぺどっ!! その2 さくらぐみ 2015年3月 一水社）[16]
  - 夏の少女はプールがお好き（スマイルぷにぺどっ!! ひまわりぐみ 2015年8月 一水社）[17]
  - オママゴト。（ハートキャッチ@ぷにぺどっ!! コスモスぐみ 2015年11月 一水社）[18]